# Dănești, Harghita
Dănești là một xã thuộc hạt Harghita, România. Dân số thời điểm năm 2002 là 4520 người.